# アシルハン・トレポフ
アシルハン・トレポフ（カザフ語：Асылхан Сайлауұлы Төлепов、ロシア語：Асылхан Сайлауович Толепов、1992年5月21日 - ）は、カザフスタンの俳優。

## 出演作品
- ダイダロス　希望の大地 Войско Мын Бала (2012) サルタイ